# Peckia
Peckia is een vliegengeslacht uit de familie van de dambordvliegen (Sarcophagidae).

## Soorten
- P. chrysostoma (Wiedemann, 1830)
- P. hillifera (Aldrich, 1916)
- P. keyensis Dodge, 1965
- P. volucris (Wulp, 1895)